# 巴斯城足球會
巴斯城足球會（英語：Bath City Football Club，/ˈbɑːθ/或/ˈbæθ/）是一支位於英格蘭西南區域薩默塞特郡巴斯和東北薩默塞特的巴斯市的足球俱樂部，目前於英格蘭足球全國聯賽南角逐。

## 榮譽
- 英格蘭足球議會南部聯賽（Conference South）
  - 附加賽冠軍：2009/10年；
- 英格蘭足球南部聯賽（Southern League）
  - 超聯組冠軍：1959/60年、1977/78年、2006/07年；
  - 西部分區冠軍：1929/30年、1932/33年；
  - 超聯組亞軍：1961/62年、1989/90年、2005/06年；
- 西部聯賽（Western League）
  - 冠軍：1933/34年；
  - 亞軍：1913/14年、1934/35年；
- 西部乙組聯賽（Western League Division 2）
  - 冠軍：1928/29年；
- 南部聯賽盃（Southern League Cup）
  - 冠軍：1978/79年；
  - 亞軍：1949/50年、1958/59年；
- 非聯賽冠軍錦標（Non League Championship Trophy）
  - 冠軍：1978/79年；
- 英義盃（Anglo-Italian Cup）
  - 亞軍：1976/77年、1977/78年；
- 薩默塞特超級盃（Somerset Premier Cup）
  - 冠軍：1929/30年、1933/34年、1935/36年、1951/52年、1952/53年、1957/58年、1959/60年、1965/66年、1967/68年、1969/70年、1977/78年、1980/81年、1981/82年、1983/84年、1984/85年、1985/86年、1988/89年、1989/90年、1993/94年、1994/95年、2007/08年；

## 外部連結
- Official website （页面存档备份，存于）
- Bath City Youth FC website